# Antistii
Pour les articles homonymes, voir Antistius.
Légende :
♦Patricien, ♦Plébéien, ♦Consulaire, ♦Sénatorial, ♦Équestre
Gens et Liste des gentes romaines
Les Antistii (singulier: Antistius) ou Antestii (singulier: Antestius) sont les membres de la gens Antistia ou Antestia, une famille plébéienne de la Rome antique. Le premier des Antistii à atteindre une certaine prééminence est Tiberius Antistius qui devient tribun de la plèbe en 422 av. J.-C.,,.

## Praenominaetcognomina
Les plus anciens membres des Antistii utilisent les praenomina Tiberius, Aulus, Lucius, et Marcus. Plus tard durant la République, ils utilisent aussi Publius, Titus, Caius, et Quintus. Les Antistii Veteres utilisent principalement Caius et Lucius.
Au début de la République, aucun des membres de cette gens n'apparaît avec un surnom. Les cognomina qui apparaissent à la fin de la République puis sous l'Empire sont Labeo, Reginus, et Vetus. Les Antistii Veteres sont les plus connus, certains d'entre eux atteignant le consulat dès le règne d'Auguste et jusqu'au règne d'Antonin le Pieux.

## Principaux membres

### Sous la République
- Tiberius

- Tiberius Antistius, tribun de la plèbe en 422 av. J.-C.[a 1]
- Aulus Antistius, tribun de la plèbe en 420 av. J.-C.
- Lucius Antistius, tribun militaire à pouvoir consulaire en 379 av. J.-C.[a 2]
- Marcus Antistius, tribun de la plèbe en 319 av. J.-C.[a 3],[a 4]
- Marcus Antistius, envoyé en 218 av. J.-C. dans le nord de l'Italie pour rappeler Caius Flaminius, le consul, à Rome[a 5]
- Lucius Antistius, envoyé en Sicile en 215 av. J.-C. pour récupérer de l'argent, qui avait été envoyé à Appius Claudius Pulcher pour être rendu au roi Hiéron II, afin de subvenir aux besoins de la flotte et aux frais de la guerre de Macédoine[a 6]
- Sextus Antistius, envoyé à 208 av. J.-C. en Gaule pour observer les mouvements de Hasdrubal[a 7]
- Antistia, épouse de Appius Claudius Pulcher, consul en 143 av. J.-C., et belle-mère de Tiberius Sempronius Gracchus[a 8].

- Publius Antistius, tribun de la plèbe en 88 av. J.-C., mis à mort sur ordre de Caius Marius en 82 av. J.-C.
- Antistia, première épouse de Pompée qui divorce d'elle sur ordre de Sylla
- Titus Antistius, questeur en Macédoine en 50  av. J.-C., reste neutre pendant la guerre civile de César
- Antistius, médecin qui examine le corps de Jules César après l'assassinat de ce dernier en 44  av. J.-C.[a 9].

#### Antistii Regini
- Lucius (Antistius) Reginus, (v. -130 - ap. -103), tribun de la plèbe en -103;
  - ? (Antistius Reginus), (v. -105 - ?);
    - Caius Antistius Reginus, (v. -80 - ap. -43), légat de Caesar, proscrit en -43;
      - Caius Antistius Reginus, (v. -45 - ap. v. -13), monétaire;
      - ? Publius Antistius Reginus, (v. -40 - ?);
        - (Antistia) Regina, (v. -15 - ?);

#### Antistii Labeones
- Pacuvius Antistius Labeo, (v. -80 - -42), juriste romain et disciple de Servius Sulpicius Rufus, l'un des meurtriers de César[3].
  - Marcus Antistius Labeo, (v. -50 - -5/22), juriste, préteur, refuse le consulat en -5;

#### Antistii Veti
Les Antistii Veti sont originaire de Gabies, ils sont inscrits dans la tribu Aemilia.
- Antistius Vetus, (v.-110 - ap.-68), préteur en -70, propréteur en Hispanie ultérieure vers 68 av. J.-C.[a 10],[a 11],[a 12]
  - Lucius Antistius Vetus, (v.-82 - ap.-56), tribun de la plèbe en -56;
  - Caius Antistius Vetus, (v.-75 - ap.-24), légat de Brutus en -43, consul suffect en -30;
    - Caius Antistius Vetus, (v.-40 - ap.30), pontifex, consul en -6, proconsul d'Asie[a 10],[a 13];
      - Caius Antistius Vetus, (v.-10 - ap.23), consul en 23 [a 10],[a 14],[a 15]
        - Camerinus Antistius Vetus, (v.13 - ap.46), consul suffect en 46;
        - Caius Antistius Vetus, (v.16 - ap.50), consul en 50 [a 16]
          - ? (Caius Antistius Vetus), (v.40 - ?);
            - Caius Antistius Vetus, (v.63 - ap.96), consul en 96[a 17]

        - Lucius Antistius Vetus, (v.20 - 65), consul en 55, proconsul d'Asie;
          - Antistia Pollitta, (v.45 - 65), épouse de Rubellius Plautus;

        - Marcus Antonius, (v.22 - ap.37/8)

      - Lucius Antistius Vetus, (v.-5 - ap.28), consul suffect en 28[a 10],[b 1]

### Sous le Principat

#### Antistii Rustici
Les Antistii Rustici sont originaire de Corduba, en Bétique, ils sont inscrits dans la Tribu Galeria.
- ? Lucius Antistius Rusticus, (v. 10 - ap. v. 50), Duumvir de Corduba;
  - Lucius Antistius Rusticus, (v. 45 - 93/4), consul suffect en 90;

#### Antistii Burri
Les Antistii Burri sont originaire de Thibilis, en Numidie, ils sont inscrits dans la Tribu Quirina.
- Quintus Antistius, (v. 100 - ?), notable de Thibilis;
  - Quintus Antistius Adventus Postumius Aquilinus, (v. 128 - ap. 174), consul suffect en 167;
    - Lucius Antistius Burrus, (v. 150 - 187), consul en 181;

  - Lucius Antistius Mundicius Burrus, (v. 130/5 - ap. v. 165);
    - Mundicia Secundilla, (v. 155 - ?);
    - ? Lucius Antistius Burrus Adventus, (v. 155 - ap. 178) salins palatins;

#### Autres
- Antistius Sosianus, (v. 28 - ap. 70), tribun de la plèbe en 56, préteur en 62, exiler, délateur;
- Antistius, écrivain d'épigrammes grecs[4].
- Titus Flavius Umbrius Antistius Saturninus Fortunatianus, (v. 160/80 - ?), sénateur romain[b 2].
- Aurelius Antistius, (v. 280/310 - ?), sénateur romain, peut être consulaire[b 3]

## Pour approfondir